# Слобідка (Миргородська міська громада)
Слобі́дка —  село в Україні, в Миргородській міській громаді Миргородського району Полтавської області. Населення становить 516 осіб (2001 рік). Колишній орган місцевого самоврядування — Слобідська сільська рада. До складу сільської ради належали також села Мальці, Носенки та Осове.

## Географія
Село розкинулося на правому березі річки Хорол за 16 км на південний захід від районного центру — міста Миргород. Вище за течією на відстані 1 км розташоване село Мальці, нижче за течією на відстані 1,5 км розташоване село Княжа Лука (Лубенський район).

## Історія
Найдавніша відома згадка про цей населений пункт належить Ґійому Левассеру де Бопланові — французькому інженеру, що на той час служив польському королю Сигізмунду III як старший капітан артилерії й військовий інженер. У складеній ним 1648 року Загальній карті України це поселення позначене назвою Bezpaliez та знаком Sloboda, Latine nova Colonia - Слобода, по-латині нова колонія.
До початку ХХ століття Слобідка мала статус містечка, де проходив щорічний ярмарок та було 2 школи: церковно-приходська та земська (будівля останньої існує й донині).
З 1917 - у складі УНР. З 1920 тут закріпилися ленінські банди. Їх вигнали німці 1941.
Дерев’яна церква Св. Миколая, зведена на високому цегляному фундаменті в найвищій точці села на самому березі річки, проіснувала до 1960-х років ХХ століття, коли була остаточно зруйнована комуністами.

## Економіка
- ПП «Хлібороб»,
- ТОВ «Хорол-Дон».

## Об’єкти соціальної сфери
- Будинок культури.

## Пам’ятні місця
- Пам’ятник односельцям.

## Визначні особи
- Кривенко, Федосій Пимонович (1920—1981) —  офіцер-танкіст, учасник Німецько-радянської війни (закінчив її лейтенантом).
- Посвіт, Павло Якимович (1908—1944) —  кавалер ордена Вітчизняної війни І ступеня (1944); старший лейтенант, командир стрілецької роти.